# Слободской сельсовет (Узденский район)
Слободской сельсовет (бел. Слабадскі сельсавет) — административная единица на территории Узденского района Минской области Беларуси, образованная 1 июля 2013 года путём объединения Каменковского и Лошанского сельсоветов. Административный центр агрогородок — Слобода.

## История
28 июня 2013 года образован Слободской сельсовет (бел. Слабадскі' сельсавет), включены в его состав территории  упраздненных Каменковского и Лошанского сельсоветов с расположенными на них населенными пунктами с административным центром агрогородок Слобода.

## Состав
Слободской сельсовет включает 21 населённый пункт упразднённого Каменковского сельсовета:
- Адринищи — деревня.
- Ануфрово — деревня.
- Вирково — деревня.
- Войково — агрогородок.
- Воротищи — деревня.
- Глинки — деревня.
- Городок — деревня.
- Жачково — деревня.
- Каменое — деревня.
- Конопельки — деревня.
- Лески — деревня.
- Мрочки — деревня.
- Новосады — деревня.
- Паледи — деревня.
- Рачица — деревня.
- Слободской Чашин — деревня.
- Смоляри — деревня.
- Старые Морги — деревня.
- Сутки — деревня.
- Чашин — деревня.
- Чемеричное — деревня.

и 29 населённых пунктов упразднённого Лошанского сельсовета:
- Антоново — деревня.
- Беревица — деревня.
- Боровые — деревня.
- Верх-Неман — посёлок.
- Веселое — посёлок.
- Госьбищи — деревня.
- Гурбаны — деревня.
- Гущино — деревня.
- Долгиново — деревня.
- Загорщина — деревня.
- Заранково — деревня.
- Иванов Бор — деревня.
- Казенные Борки — деревня.
- Калининск — деревня.
- Костюки — деревня.
- Красное — посёлок.
- Крестинтерн — деревня.
- Кривели — деревня.
- Лоша — агрогородок.
- Новоселки — деревня.
- Павловщина — деревня.
- Петуховка — деревня.
- Пырашево — деревня.
- Румок — деревня.
- Сеножатки — деревня.
- Слобода — агрогородок.
- Смолинец — деревня.
- Хоромицкие — деревня.
- Ясень — деревня.

## Достопримечательность
- Памятный знак Герою Советского Союза Ивану Козичу (2023) в деревне Старые Морги.